# 日晷座

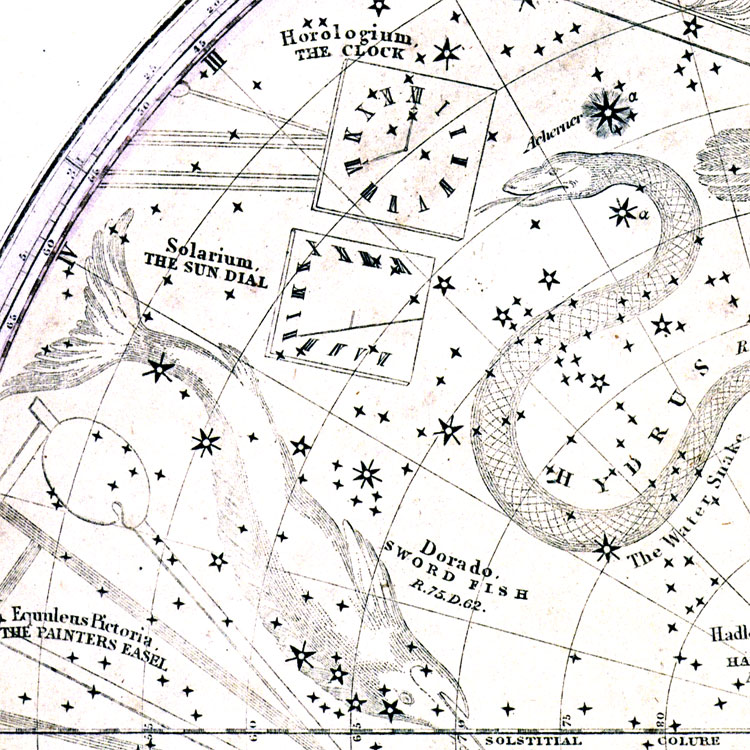
1838年出版的地圖集中描繪日晷座的位置。

日晷座（Solarium）是一個已經被廢除的星座，位於時鐘座、劍魚座和水蛇座之間。日晷座於1822年被亞歷山大·傑米森（Alexander Jamieson）列入天體圖集，取代了尼古拉-路易·德·拉卡伊發明的網罟座。十年後，這幅畫被 Elijah Hinsdale Burritt發現，有時人們認為這幅畫是他創作的。